# Hemiclepsis japonica
Hemiclepsis japonica (лат.) — вид плоских пиявок (Glossiphoniidae).

## Название
Видовой эпитет japonica указывает на распространение вида на территории Японии.

## Описание
Общая длина Hemiclepsis japonica составляет 18 мм, ширина 12 мм. Тело листообразное, уплощённое в спинно-брюшном направлении. По спине проходит 7 продольных рядов сосочков, наиболее выражены сосочки медиального и парамедиальных рядов (иногда развиты только они). На брюшной стороне также имеются сосочки, но они существенно меньше. Края тела с мелкими зазубринами. Передняя часть (сегменты I—V) не отделена явно от тела.
Окраска тела зеленовато-серая или коричневатая, брюшная сторона светлее, чем спинная. Задняя присоска монотонно-светлая.
Тело сегментированное, сегменты I—II и XXV—XXVII состоят из одного кольца, сегменты III—IV и XXIII состоят из двух колец, сегменты V—XXII — из трёх колец. Число колец в XXIV сегменте варьирует от 1 до 2. Суммарно количество колец равно 65 или 66. Первое кольцо IV сегмента очень широкое.
На переднем конце тела имеется 2 пары глаз (передняя — на II, задняя — на III сегменте). Передняя пара существенно меньше задней.
Ротовое отверстие открывается субтерминально. Имеется мускулистый хобот. Желудок с 9 парами ветвистых карманов (отростков). Кишечник с 4 парами коротких карманов.
Гермафродиты. Имеются семенной и яйцевой мешки. Мужское и женское половые отверстия (гонопоры) разделены 1 кольцом (мужская гонопора расположена между XI и XII сегментами, женская — на XII сегменте).

## Распространение
Пресноводный вид. Известна исключительно по находкам из Японии. Обнаружена в окрестностях Токио и Саппоро (острова Хонсю и Хоккайдо).

## Таксономия
Изначально вид был описан Окой Асадзиро в составе близкого рода Placobdella, однако, начиная с работ Arpad Soos (1967) рассматривается в составе рода Hemiclepsis.